# Route 4 (Colombie-Britannique)
La Route 4 est la plus longue route ouest / est de l'Île de Vancouver parcourant un total de 162 km (101 mi). Elle est aussi connue comme la Alberni Highway à l'est de Port Alberni et la Pacific Rim Highway à l'ouest. La route originale entre Parksville et Port Alberni a été complétée en 1942 et portait le numéro 1A. Elle a été renumérotée route 4 en 1953 puis, prolongée vers l'ouest jusqu'à Tofino, sur la côte ouest de l'île.

## Description du tracé

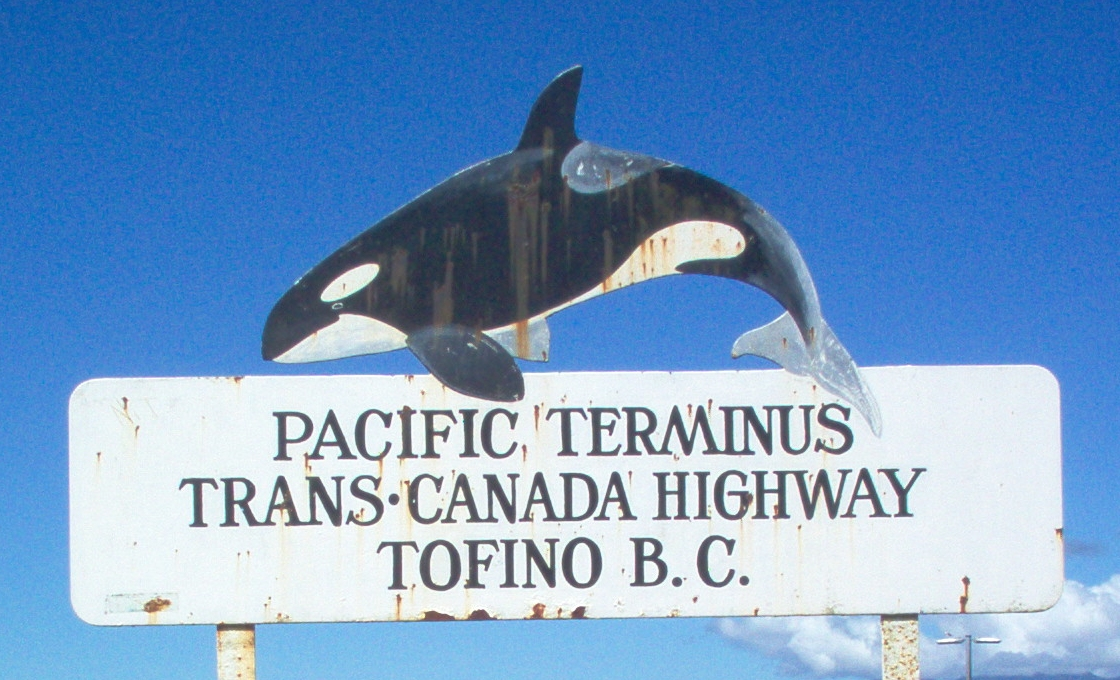
Tofino a été un ardent défenseur du réseau transcanadien. Ce panneau y a été installé dans l'espoir d'y voir le terminus ouest de la route en lui intégrant la route 4.

Le terminus ouest de la route 4 se trouve au niveau du quai fédéral à Tofino. Elle quitte le centre-ville en se dirigeant vers le sud et le sud-est. Elle passe près de l'Aéroport de Tofino et continue dans cette direction jusqu'à ce qu'elle croise Tofino-Ucluelet Highway, la route d'accès à Ucluelet. À cet endroit, la route bifurque vers le nord-est. Elle longe ensuite la rive sud du Lac Kennedy et traverse une zone faiblement peuplée et plus escarpée. Elle longe ensuite la Boulder Creek vers le nord et, juste après avoir traversé la rivière Taylor, elle buifurque vers l'est. Elle longe l'entièreté de la rive nord du Lac Sproat et atteint la ville de Port Alberni. Elle traverse le nord de la ville en se dirigeant vers l'est. Elle longe ensuite la rive sud du Lac Cameron et rencontre le terminus ouest de la route 4A près de Coombs. Elle bifurque vers le nord et rencontre la route 4 au sud de Qualicum Beach. Elle prend fin à l'échangeur de la sortie 60, mais la route se poursuit quelque peu vers le nord comme Memorial Avenue jusqu'à la route 19A sur la rive du Détroit de Géorgie.

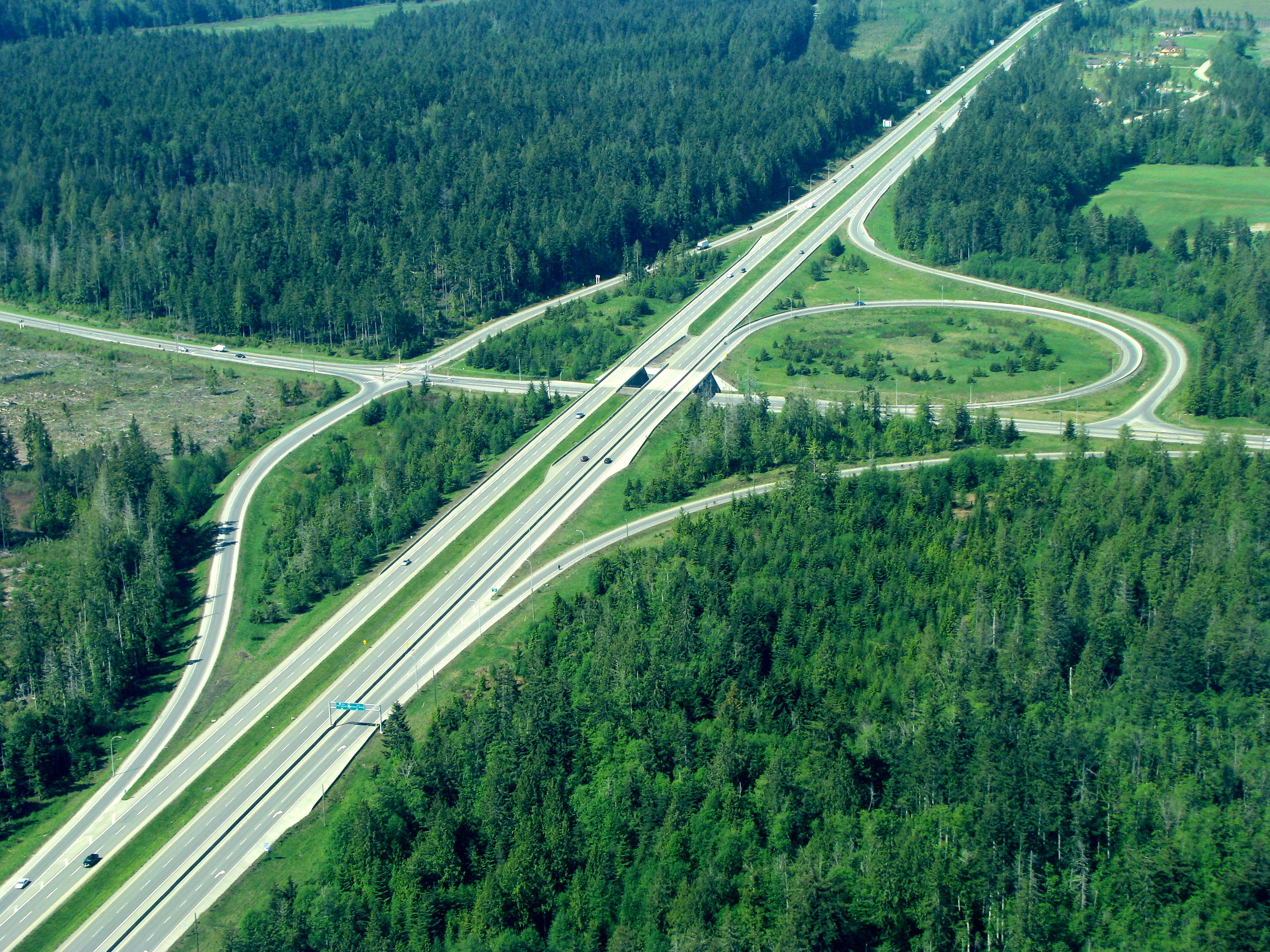
Échangeur entre les routes 4 et 19 à Qualicum Beach

## Intersections majeures
| District régional | Ville          | km                                                    | Destinations                                            | Notes                                                   |
| ----------------- | -------------- | ----------------------------------------------------- | ------------------------------------------------------- | ------------------------------------------------------- |
| Alberni-Clayoquot | Tofino         | 0,00                                                  | Quai fédéral                                            |                                                         |
| Alberni-Clayoquot |                | 10,17                                                 | Entrée ouest de la Réserve de parc national Pacific Rim | Entrée ouest de la Réserve de parc national Pacific Rim |
| Alberni-Clayoquot | 30,46          | Entrée est de la Réserve de parc national Pacific Rim | Entrée est de la Réserve de parc national Pacific Rim   |                                                         |
| Alberni-Clayoquot | 32,88          | Ucluelet Road – Ucluelet                              |                                                         |                                                         |
| Nanaimo           | Coombs         | 158,98                                                | BC-4A est – Coombs, Parksville                          | Terminus ouest de la BC-4A                              |
| Nanaimo           | Qualicum Beach | 161,60                                                | BC-19 (Inland Island Highway)– Campbell River, Nanaimo  | Échangeur; sortie 60 de la BC-19                        |
|                   |                |                                                       |                                                         |                                                         |

## Route 4A
La Route 4A est l'ancien alignement de la route 4 à l'est de Coombs. Elle débute à l'intersection avec la route 4 à Coombs et se dirige vers l'est jusqu'à Parksville, où elle rencontre la route 19 et prend fin. Son tracé se poursuit vers le nord-est comme Alberni Highway jusqu'au centre de Parksville.

### Intersections majeures
| District régional | Ville      | km   | Destinations                                            | Notes                            |
| ----------------- | ---------- | ---- | ------------------------------------------------------- | -------------------------------- |
| Nanaimo           | Coombs     | 0,00 | BC-4 – Qualicum Beach, Port Alberni                     |                                  |
| Nanaimo           | Parksville | 9,67 | BC-19 (Inland Island Highway) – Campbell River, Nanaimo | Échangeur; sortie 51 de la BC-19 |
|                   |            |      |                                                         |                                  |